# 丁瓒
丁瓒（1910年6月25日—1968年5月15日），江苏南通人，心理学家，中国医学心理学与病理心理学的奠基人。

## 生平
1926年在南通师范学校读书时，加入中国国民党。1927年加入共青团，1927年9月经刘瑞龙介绍入党。在恽子强（恽代英之弟）的领导下，与刘瑞龙、顾民元、江上清等人组织成立中共在南通的第一个党支部——“革命青年社”。1930年南通县委被破坏，逃到沪杭，失去组织关系。1931年入南京國立中央大学心理学系学习。1935年毕业。1935年因参加“娜拉”座谈会，被南京宪兵司令部逮捕，1935年8月入押苏州反省院，1936年8月获释。到国民政府教育部任科员。1936年12月入北平协和医学院脑系科做研究生。1938年研究生毕业，任协和医学院助教，并在北平市立第一卫生事务所、育英中学校和仁立地毯工厂创办心理卫生咨询门诊。太平洋战争爆发后离开北平，1942年9月到重庆，在中央卫生实验院（院长朱章赓）创办了心理卫生室，任室主任、技师职称，并兼任上海医学院、江苏医学院副教授、重庆社会教育学院教授。1947年，由朱章赓推荐，受世界卫生组织资助，到美国芝加哥大学心理学系和麦克理斯医院进修。领导、组织了“留美中国科学工作者协会”。1948年8月到英国伦敦参加国际心理卫生大会，任世界科协中国理事。后又到巴黎、哥本哈根、日内瓦活动。1948年底到香港，由廖沫沙、冯乃超介绍重新入党，由香港党组织送到东北，转赴北平。1949年3月参加世界和平大会。1949年9月参加新政协会议。
1949年10月任中苏友协副秘书长兼对外联络部长、中国人民保卫世界和平大会副秘书长等职。1949年11月初任中国科学院党组副书记、办公厅副主任，后改任计划局副局长等职。1952年1月代理中科院党组书记。1952年底调心理研究所副所长、中华全国自然科学专门学会联合会副秘书长等职。
丁瓒曾主编《心理科学通讯》，并著有《心理卫生论丛》、《青年心理修养》等书。南京大学社会学院心理学系，南京大学心理健康教育与研究中心出版《丁瓒先生诞辰100周年》。

## 著述年表
- 《青年期的意义和重要》（与韩进之、丁祖荫合译）——《心理半年刊》1934年第2期
- 《青年期的卫生》（与丁祖荫合译）——《心理半年刊》1935年第2期
- 《青年期心理学》（与丁祖荫合译）——商务印书馆1937年版
- Content of Thought（与C．C．Kao, E．H．Hsu合著）
- In R． S． Lyman, V． Maeker & P． Liang (Eds．),Social and Psychological Studies in Neuropsychiatry in China．
- Peking: Henri Vetch（英语：Henri Vetch）, 1939
- 《心理卫生论丛》——商务印书馆1945年版
- 《青年心理修养》   ——丙寅医学社1947年版
- 《心理分析与医学》  ——见丁瓒等著：《科学与军事》，上海文汇报馆1947年版
- 《学习战斗的巴甫洛夫学说》 ——《科学通报》1952年第5期
- 《巴甫洛夫关于神经型和神经症的学说》 ——中华全国科学技术普及协会1954年版
- 《同窝幼犬高级神经活动类型特性的实验报告》——手稿，估计写作时间为1955年
- 《高级神经活动和心理活动的关系》 ——《自然辩证法研究通讯》1956年10月创刊号
- 《资产阶级唯心主义心理学说的批判》 ——《自然辩证法研究通讯》1956年10月创刊号
- 《开展我国医学心理学的工作》 ——《文汇报》1956年11月1日
- 《谈谈心理学对象》——《人民日报》1956年8月7日
- 《医学心理学要更有效地为精神病防治工作服务》——《中华神经精神科杂志》1958年第3期
- 《怎样在我国开展医学心理学工作》 ——《心理学报》1959年第3期
- 《神经衰弱综合快速疗法》前言——手稿，1959年
- 《论心理学对象及其科学性质》——《心理学报》1960年第1期
- 《略论我国病理心理学现况》 ——《心理科学通讯》1964年第1期

## 家人
- 夫人舒维清
- 儿子丁宗一：亚洲儿科营养联盟主席